# Hovahydrus
Hovahydrus es un género de coleópteros adéfagos  perteneciente a la familia Dytiscidae. 

## Especies
- Hovahydrus minutissimus	(Regimbart 1903)
- Hovahydrus perrieri	(Fairmaire 1898)
- Hovahydrus praetextus	(Guignot 1952)
- Hovahydrus sinapi	(Guignot 1955)